# Ojtal
Ojtal (ryska: Ойтал) är en ort i Kazakstan.   Den ligger i oblystet Zjambyl, i den sydöstra delen av landet, 900 km söder om huvudstaden Astana. Ojtal ligger 675 meter över havet och antalet invånare är 9 821.
Terrängen runt Ojtal är platt, och sluttar norrut. Runt Ojtal är det glesbefolkat, med 10 invånare per kvadratkilometer. Närmaste större samhälle är Merke, 8,7 km sydväst om Ojtal. Trakten runt Ojtal består till största delen av jordbruksmark.